# X/1106 C1
X/1106 C1 est une grande comète apparue dans le ciel en février 1106 et visible jusqu'au mois de mars. Elle a été observée en de nombreuses localités : en Europe,, en Chine, au Japon et en Corée.
Elle pourrait être à l'origine du groupe de Kreutz qui contient des comètes à longue période comme C/1680 V1 (grande comète de 1680), C/1843 D1 (g. c. de 1843), C/1882 R1 (g. c. de 1882), C/1965 S1 (Ikeya-Seki) (g. c. de 1965) ou encore C/2011 W3 (Lovejoy) (g. c. de 2011).

## Sources et références
1. ↑  Brut y Tywysogion, manuscrit gallois
2. ↑  Chronique de Peterborough
3. ↑  John Williams, Observations of Comets: From 611 B.C. to A.D.1640 : Extracted from the Chinese annals, Royal Astronomical Society.